# الجدي (كوكبة)
كوكبة الجدي (بالإنجليزية: The Sea Goat)‏؛ وتدعى باللاتينية: Capricornus. وهي من كوكبات النصف الشمالي للكرة الأرضية[ ؟ ] وتظهر في أوائل فصل الخريف. وتصل إلى أعلى نقطة لها في بداية شهر أيلول. من التجمعات النجمية في كوكبة الجدي: مسييه 30 وبالومار 12 ومن أهم النجوم الموجودة في الجدي: ألفا الجدي 1 ( الجدي)، وبيتا الجدي أحد نجمي ( سعد الذابح )، وغاما الجدي ( النجم سعد الناشرة)، ودلتا الجدي ( النجم ذنب الجدي) أسطع نجم في الكوكبة، ونو الجدي ( نجم الشاة) وأوميغا الجدي بطن الجدي. وتسمّي العرب ( ألفا ) و ( بيتا ) - ( سعد الذابح ) وهو المنزل الثاني والعشرون من منازل القمر وتسمّي ( غاما ) مع ( دلتا ) – ( سعد ناشرة ) ويسمّيان أيضاً ( المحبّين ) .